# Giro dell'Emilia 1920
Il Giro dell'Emilia 1920, decima edizione della corsa, si svolse il 21 agosto 1920 su un percorso di 295 km. La vittoria fu appannaggio dell'italiano Giovanni Brunero, che completò il percorso in 9h39'00", precedendo i connazionali Costante Girardengo e Emilio Petiva.
I corridori che partirono da Bologna furono 17 mentre coloro che tagliarono il medesimo traguardo furono 11 (10 italiani e lo svizzero Heiri Suter arrivato ultimo).

## Ordine d'arrivo (Top 10)
| Pos. | Corridore           | Squadra         | Tempo     |
| ---- | ------------------- | --------------- | --------- |
| 1    | Giovanni Brunero    | Legnano-Pirelli | 10h11'00" |
| 2    | Costante Girardengo | Stucchi         | a 8'00"   |
| 3    | Emilio Petiva       | Gaia            | s.t.      |
| 4    | Gaetano Belloni     | Bianchi-Pirelli | a 20'30"  |
| 5    | Ugo Agostoni        | Bianchi-Pirelli | s.t.      |
| 6    | Alfredo Sivocci     | Legnano-Pirelli | a 23'00"  |
| 7    | Leopoldo Torricelli | Legnano-Pirelli | s.t.      |
| 8    | Paride Ferrari      | Legnano-Pirelli | s.t.      |
| 9    | Alfonso Calzolari   | Stucchi         | s.t.      |
| 10   | Lauro Bordin        | Bianchi-Pirelli | a 47'35"  |